# Торпедные катера типа «Д-3»
Торпедные катера типа «Д-3» (проект П-19-ОК) — тип торпедных катеров, состоявших на вооружении ВМФ СССР в ходе Великой Отечественной войны.

## Описание

### Ходовые качества
Полное водоизмещение чуть более 32 тонн. Максимальные размеры: 21,6 × 3,9 × 0,8 м. Скорость зависела от двигателей: двигатели семейства ГАМ-34 давали ход от 32 до 37 узлов, американские двигатели Packard 4M-2500, поставлявшиеся по ленд-лизу — до 48 узлов. Дальность плавания при максимальной скорости до 320—350 миль, при скорости 8 узлов — 550 миль. Катер мог быть задействован при ветре не более 6 баллов.

### Вооружение
На катере ставили два  12,7 мм пулемёта ДШК. Некоторые катера вооружали спаркой 7,62 мм ШКАС МСШ, пулемётами фирм «Кольт», «Браунинг» и др., а на некоторые ставили и автоматическую 20-мм пушку «Эрликон». Основное торпедное вооружение - бугельные торпедные аппараты БС-7, из которых пускали две торпеды калибра 533 мм образца 1939 года (масса каждой 1800 кг при заряде тротила 320 кг, скорость до 51 узла, дальность хода 21 кабельтов). Выстрел производился с мостика катера при поджигании гальванического запального патрона.

### Защита
Корпус катеров из дерева, толщиной до 40 мм. Для защиты днище сделано трёхслойным, а борт и палуба двухслойными (наружный из лиственницы, внутренний из сосны). Обшивку крепили медными гвоздями из расчета 5 гвоздей на квадратный дециметр. При малых повреждениях сосна набухала и затягивала пробоины и отверстия. Как балласт использовались обычные кирпичи.

### Помещения
Корпус разделялся на пять водонепроницаемых отсеков: в первом форпик, во втором — четырёхместный кубрик, также были камбуз, выгородка для котла и радиокаюта (предусмотрен обогрев для них). Навигационное оборудование было лучше, чем на катерах типа Г-5. На борт можно взять и десантную группу. Экипаж из 8-10 человек позволял катеру долго действовать вдали от базы.

## Строительство
Катера строились на заводах в Ленинграде и Сосновке (Кировская область). В составе Северного флота до войны было всего два катера, но в августе 1941 года ленинградские рабочие успели построить и сдать в ещё пять. Эти семь катеров сведены в отдельный отряд, который действовал до 1943 года. В 1943 году серийное производство катеров возобновилось.

## Служба
Живучесть катеров была высокой. В десантной операции в Лиинахамари, в которой участвовали две группы катеров Северного флота под командованием капитан-лейтенанта А. О. Шабалина и капитана 2 ранга С. Г. Коршуновича, катера попали под плотный артиллерийский обстрел с немецкой и финской стороны. При этом катер ТК-114 получил повреждение тяги руля, но при помощи только моторов экипаж вывел катер из-под обстрела. Как оказалось, в корпусе было 200 пробоин. Но самую большу́ю живучесть проявил катер ТК-209 под командованием старшего лейтенанта А. И. Кисова: в мае 1944 года у Кийских островов его атаковали немецкие самолёты. От выстрелов из пулемётов, пушек и бомб в корпусе образовалось 320 пробоин, но экипаж не только спас катер от гибели, но и сумел сбить один из самолётов.
Головной катер Д-3 6 августа 1940 года был включен в состав Черноморского флота. Потопил торпедой 13 июня 1942 года во время рейда на Ялтинский порт под командованием будущего Героя Советского Союза Кочиева К. Г. сверхмалую итальянскую подводную лодку «СВ-5» и 1 августа 1942 года совместно с торпедным катером «СМ-3» германскую быстроходную десантную баржу «F 334» (220 т).

## Память

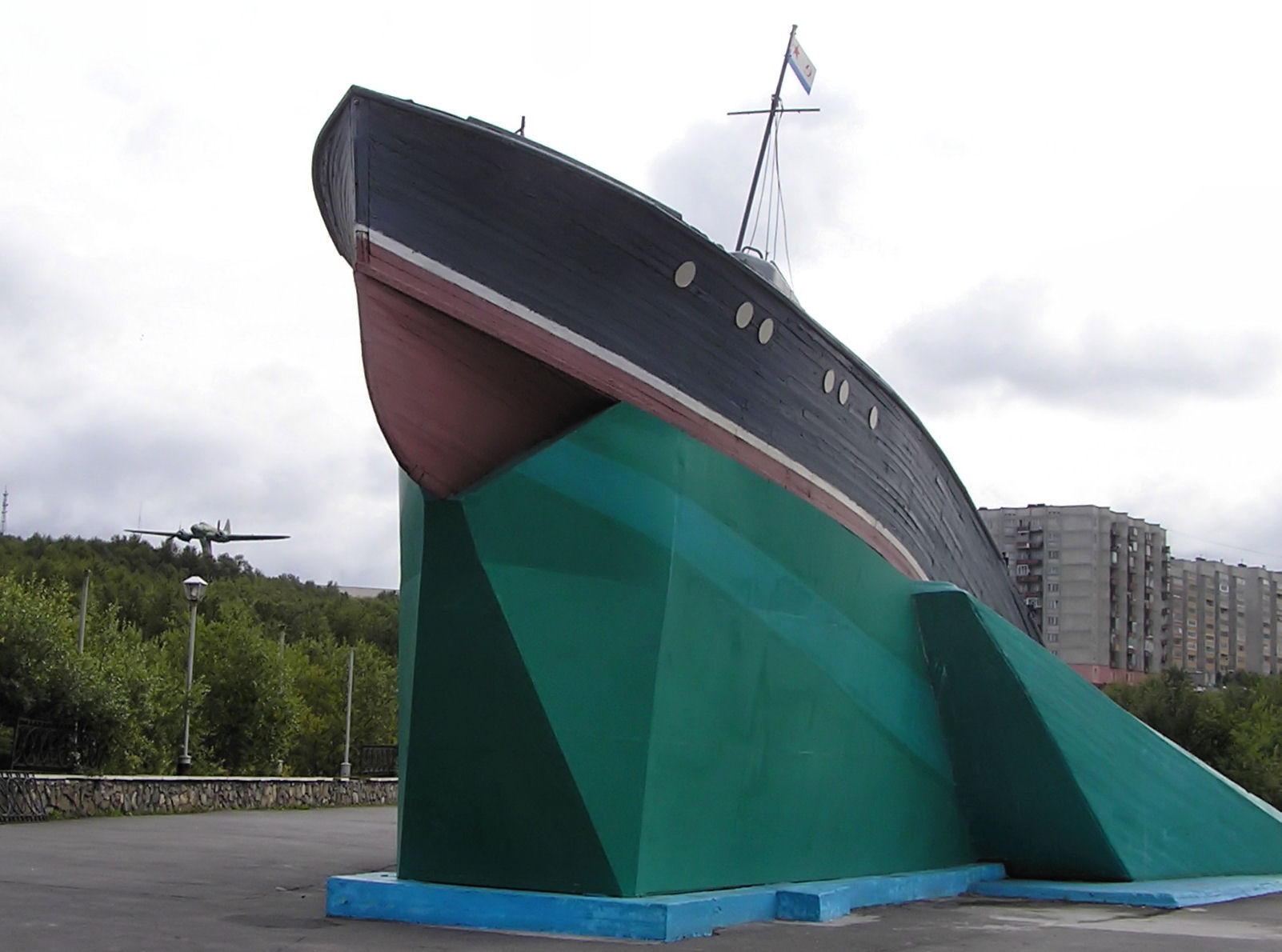
Торпедный катер ТКА-12 в Североморске

- В Североморске на площади Мужества на вечную стоянку поставлен катер ТКА-12, которым командовали герои Великой Отечественной войны лейтенант Б. Ф. Химченко, лейтенант А. О. Шабалин (дважды Герой Советского Союза), старший лейтенант С. Ф. Чекрыгин, лейтенант Г. М. Паламарчук (Герой Советского Союза), лейтенант Л. П. Чепелкин, капитан-лейтенант П. Я. Шуляковский.

- 7 февраля 2020 года Банк России выпустил в обращение памятную монету номиналом 25 рублей «Конструктор оружия Л. Л. Ермаш» из серии «Оружие Великой Победы» (конструкторы оружия) с изображением торпедного катера типа «Д-3»[2];